# August Sauer

August Sauer (1912)

August Sauer (* 12. Oktober 1855 in Wiener Neustadt, Niederösterreich; † 17. September 1926 in Prag) war ein österreichischer Germanist und Literaturwissenschaftler. Er begründete als Herausgeber die Zeitschrift Euphorion.

## Leben
August Sauer besuchte das Wiener Schottengymnasium und legte 1873 die Matura ab. Danach studierte er an der Universität Wien Deutsche Philologie, Anglistik und Geschichte. 1877 wurde er mit einer Arbeit zum Dramatiker Joachim Wilhelm von Brawe zum Dr. phil. promoviert. Nach einem Studienaufenthalt in Berlin habilitierte er sich 1879 in Wien. Es folgten akademische Zwischenstationen an der Universität Lemberg und der Karl-Franzens-Universität Graz. 1892 folgte er dem Ruf der Karl-Ferdinands-Universität auf den Lehrstuhl für Deutsche Sprache und Literatur. 1907/08 war er Rektor der Universität. Er war Herausgeber von Werken Johann Wilhelm Ludwig Gleims, Ferdinand Raimunds und  Franz Grillparzers.

## Ehrungen
- Korrespondierendes Mitglied der Österreichischen Akademie der Wissenschaften (1903)
- Hofrat (1912)
- Korrespondierendes Mitglied der Bayerischen Akademie der Wissenschaften (1915)
- Mitglied der Deutschen Musikakademie Prag (1921)
- Ehrenring der Stadt Wien (1925)
- Ehrenmitglied der Modern Language Association

## Schriften (Auswahl)
- Joachim Wilhelm von Brawe, der Schüler Lessings (1878) (Digitalisat)
- mit Jakob Minor: Studien zur Goethe-Philologie (1880)
- Ewald von Kleist's Werke. Theil 1–3. Hrsg. u. mit Anmerkungen begleitet (1881–1882) (Digitalisat)
- Frauenbilder aus der Blütezeit der deutschen Literatur (1885)
- Der Begriff Landschaft, in: Berliner Börsen-Courier Nr. 439 vom 21. September 1926. Erste Beilage, S. 1 (Sauers letzter Zeitungsbeitrag)